# District de Jászapáti
Le district de Jászapáti (en hongrois : Jászapáti járás) est un des 9 districts du comitat de Jász-Nagykun-Szolnok en Hongrie. Créé en 2013, il compte 33 160 habitants et rassemble 9 localités : 7 communes et deux villes, Jászkisér et Jászapáti, son chef-lieu.
Cette entité existait déjà auparavant, sous le nom de Jászsági alsó járás jusqu'en 1950 puis sous nom actuel jusqu'à sa disparition en 1961.

## Localités
- Alattyán
- Jánoshida
- Jászalsószentgyörgy
- Jászapáti
- Jászdózsa
- Jászivány
- Jászkisér
- Jászladány
- Jászszentandrás